# Jordanon
Jordanon – termin z dziedziny taksonomii botanicznej, określający pewną grupę drobnych taksonów (gatunki, podgatunki, odmiany), przeciwstawianych linneonom („dużym gatunkom”). Słowo pochodzi od nazwiska lyońskiego botanika Alexisa Jordana. 

## Historia pojęcia
Termin "jordanon" został wprowadzony przez holenderskiego botanika Johannesa Paulusa Lotsy'ego, który zdefiniował jordanony jako „formy, które rozmnażają się, pozostając w obrębie swojego typu” (forms that breed true to type), to znaczy formy, których potomstwo jest takie samo jak pokolenie rodzicielskie. Zawarta w tej samej pracy definicja linneonu to „całość osobników, które są bardziej podobne do siebie nawzajem niż do innych osobników”.
Wyróżnianie jordanonów ma swój początek w pracach Alexisa Jordana, który w swoim ogrodzie eksperymentalnym hodował rośliny, sprawdzając stałość cech poszczególnych linii. W odniesieniu do tych wyników można zdefiniować jordanon jako podrzędne wydzielenie gatunku roślinnego (linneonu, od nazwiska Linneusza), które nie ulega zmianie w hodowli i jest rozpoznawalne na podstawie szczegółów morfologicznych, chemicznych, ekologicznych lub chromosomowych. Jordanony wyróżniane są w przypadku roślin samopłodnych, często w przypadku populacji dodatkowo izolowanych ekologicznie lub geograficznie. Są nietrwałą jednostką taksonomiczną – w przypadku nastąpienia zapłodnienia krzyżowego i powstania typów rekombinacyjnych nie zachowują one już dotychczasowego zestawu cech diagnostycznych.
Jordanony mogą być klasyfikowane w randze gatunków, podgatunków lub odmian, pojęcie to jest więc szersze od drobnych gatunków i mikrogatunków. W niektórych ujęciach terminów jordanon i mikrogatunek używano wymiennie.

## Obecny stan wiedzy
W obecnej systematyce botanicznej samo pojęcie jest rzadko używane, natomiast status poszczególnych jordanonów jest różny. Poniższy przegląd wybranych taksonów wyróżnionych przez Jordana ilustruje możliwe przypadki.
- Z 27 jordanonów opisanych przez Jordana i Fourreau w obrębie rodzaju bukwica (Betonica) 25 uznaje się za synonimy Betonica officinalis L., a 2 za synonimy Betonica hirsuta L.[7]
- W rodzaju wiosnówka (Erophila), w obrębie którego Jordan wyróżnił około 200 jordanonów, stwierdzono istnienie kilku cytotypów, jednak badania prowadzone na większym obszarze wykazały (w przeciwieństwie do wyników Jordana) brak korelacji między liczbą chromosomów, ekologią, rozmieszczeniem i morfologią[8]. W związku z tym obecnie albo traktuje się wszystkie te jordanony jako synonimy wiosnówki pospolitej Erophila verna (L.) DC. s. latiss.[9], albo wyróżnia się trzy gatunki, E. verna (L.) DC., E. majuscula Jord. i E. glabrescens Jord.[10]
- Niektóre jordanony współcześnie wyróżnia się w randze podgatunków, np. Ranunculus acris subsp. friesianus (Jord.) Rouy & Fouc.[11], Armeria arenaria subsp. praecox (Jord.) Kerguélen ex Greuter, Burdet & G.Long[12].
- Niektóre jordanony, odpowiadające mikrogatunkom apomiktycznym, wyróżnia się w randze gatunków, np. mniszek Taraxacum udum Jord. (sekcja Palustria)[13], opisany z okolic Lyonu, w Polsce znany z jednego stanowiska[14].
- Interpretacja niektórych jordanonów jest sporna, np. klon Acer martinii Jord. według Flora Gallica jest formą A. monspessulanum L., u której osobniki dorosłe wykazują utrwalone cechy młodociane[9], natomiast według Flora Iberica jest mieszańcem (Acer × martini Jord. = A. monspessulanum subsp. monspessulanum × A. opalus subsp. opalus)[15].

Botanik nowozelandzki Leonard Cockayne był zdania, że najwłaściwszą konwencją opisu tamtejszej flory jest wyróżnianie złożonych linneonów (grup składających się z większej liczby jordanonów). Obecnie większość takich jordanonów wyróżnia się w randze gatunków; są to taksony powstałe w geologicznej skali czasu niedawno i w związku z tym różniące się jedynie drobnymi szczegółami morfologicznymi.